# Nota fantasma

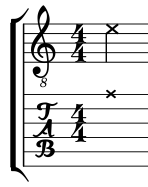
Ilustración de una nota fantasma en notación estándar y nomenclatura para guitarra.

En la música, una nota fantasma o nota muerta es una nota musical con valor rítmico, pero sin tono discernible cuando se la toca. En notación musical, esto se representa con una «X» para la cabeza de la nota en lugar de un óvalo, o un paréntesis alrededor de la cabeza de la nota. No debe confundirse con la notación en forma de X que eleva una nota a un sostenido doble.
En los instrumentos de cuerda, esto se produce haciendo sonar una cuerda silenciada. «Silenciada hasta el punto en el que es un sonido más percusivo que obvio y claro en cuanto al tono. Hay un tono, sin duda, pero su valor musical es más rítmico que melódico o armónico... agregan impulso y conducen a cualquier línea de bajo». Cuando se encuentran en una figura rítmica, se desestiman deliberadamente, a menudo hasta el punto de casi silencio. En la batería de música popular, estas notas se tocan, «muy suavemente entre las notas principales» (fuera del compás de las semicorcheas) con frecuencia en la caja en un kit de batería. Las notas fantasma a menudo son usadas por ejecutantes de bajos eléctricos y contrabajos en diversas variedades de música popular y estilos de música tradicional. En música vocal, una nota fantasma representa palabras que se hablan en ritmo en lugar de ser cantadas.